# Onychochilidae
De Onychochilidae zijn een familie van uitgestorven weekdieren uit de klasse van de Gastropoda (slakken).

## Geslachten
- † Helicotis Koken, 1925
- † Hyperstrophema Horný, 1964
- † Invertospira Horný, 1964
- † Kobayashiella Endo, 1937
- † Laeogyra Perner, 1903
- † Matherella Walcott, 1912
- † Matherellina Kobayashi, 1937
- † Onychochilus Linström, 1884
- † Pelecyogyra Ebbestad & Lefebvre, 2015
- † Pervertina Horný, 1964
- † Scaevogyra Whitfield, 1878
- † Sinistracirsa Cossmann, 1908
- † Versispira Perner, 1903
- † Voskopiella Frýda, 1992